# جائزة الكرة الذهبية 1990
جائزة الكرة الذهبية 1990، جائزة سنوية تُعطى لأفضل لاعب كرة القدم في العالم من طرف مجلة فرانس فوتبول الفرنسية، كما تقرره لجنة دولية من الصحفيين الرياضيين، وفاز بالجائزة في 1990 اللاعب الألماني لوثار ماثيوس لاعب إنتر ميلان.

## الترتيب
| الترتيب | اللاعب             | النادي     | الجنسية | النقاط |
| ------- | ------------------ | ---------- | ------- | ------ |
| 1       | لوثار ماثيوس       | إنتر ميلان | ألمانيا | 137    |
| 2       | سالفاتوري سكيلاتشي | يوفنتوس    | إيطاليا | 84     |
| 3       | أندرياس بريمه      | إنتر ميلان | ألمانيا | 68     |